# 查恰雅·澤倫詹
莎朗拉·澤倫詹（羅馬化：Saranrak Charoenchan，2000年3月10日—），原名為查恰雅·澤倫詹（羅馬化：Chatchaya Charoenchan），小名Sara，為泰國第8電視臺旗下女演員及模特兒。

## 個人簡歷

### 早期生活
Sara於2000年3月10日出生於泰國，就讀於泰國法政大學。

### 演藝經歷
性格活潑好動的Sara，通過大學入學考試，成功考上泰國法政大學，更獲得擔任該校樂隊指揮的機會。之後Sara被選為師資之星，一位知名的前輩將她的照片發給了泰國第8電視台的經紀人，她也因此有機會參與台裡的試鏡，成為該台的旗下演員。

## 影視作品

### 電視劇
| 首播年份 | 戲名               | 戲名   | 播放平台 | 角色     | 備註 |
| 首播年份 | 譯名               | 原文名 | 播放平台 | 角色     | 備註 |
| 2022年   | 《罪孽王冠》       |        | Thai Ch8 | Muay     | 配角 |
| 2022年   | 《珍妮，日與夜》   |        | Thai Ch8 | On       | 配角 |
| 2023年   | 《血脈相承》       |        | Thai Ch8 | Khwansri | 配角 |
| 2024年   | 《我的「壞」老闆》 |        | Thai Ch8 | Pang     | 配角 |
| 2025年   | 《拖拉機男孩》     |        | Thai Ch8 | Kratae   | 主演 |

## 外部連結
- 查恰雅·澤倫詹的Instagram帳戶（泰文）